# Pyrrhocoridae
Famille
Synonymes
- Pyrrhocorinae Fieber, 1860[2]

Les Pyrrhocoridae forment une famille qui regroupe plus de 450 espèces d'insectes du sous-ordre des hétéroptères, c'est-à-dire des punaises. En France, 3 espèces sont présentes.

## Description
Punaises de taille moyenne à grande (8 à 30 mm), de coloration souvent vive, à antennes de 4 articles, à tête sans ocelles. Le pronotum est explané latéralement, et ses marges latérales sont tranchantes (émoussées chez les Largidae). Les hémélytres sont sans cunéus, et les membranes (partie membraneuse des ailes supérieures) ont 2 cellules basales et 7 à 8 veines. Les tarses ont 3 articles. L'ouverture de la glande odorante métathoracique est réduite. Elles ressemblent à des Lygaeidae, à des Serinethinae (Rhopalidae), ou aux Largidae. Chez les juvéniles, les glandes odorantes s'ouvrent entre les tergites 3 et 4, 4 et 5 et 5 et 6,.
En France, les espèces sont rouges à taches noires ou entièrement noires et mesurent entre 6 et 10 mm. 

## Répartition et habitat
Elles se rencontrent dans toutes les zones biogéographiques, mais principalement dans les régions tropicales et subtropicales. Certaines atteignent les zones tempérées holarctiques. Un seul genre, Dysdercus, est présent à la fois dans les hémisphères Est et Ouest. Une espèce méditerranéenne, Scantius aegyptius, a été introduite dans le Sud de la Californie, où elle est bien établie et est devenue invasive.

## Biologie
La plupart des espèces étudiées se nourrissent de graines et de fruits, surtout de Malvales, mais elles peuvent compléter leur alimentation en s'alimentant sur des charognes (petits lézards, insectes) si la ressource d'alimentation végétale devient insuffisante. Probergrothius angolensis se nourrit sur la célèbre Welwitschia de Namibie. Toutefois, certaines espèces sont connues pour être prédatrices, comme Dindymus pulcher, des Philippines, malacophage, alors que Antilochus coqueberti, A. russus et Raxa nishidai s'en prennent à d'autres Pyrrhocoridae. La majorité des espèces vit dans des plantes basses, mais d'autres comptent parmi la faune de la litière du sol, se nourrissant de graines mûres tombées. 
Le mimétisme entre les juvéniles de Scantius aegyptius avec ceux de Pyrrhocoris apterus, qui produisent des répulsifs à prédateurs, les aide à échapper aux attaques des araignées sauteuses, qui tendent à les éviter après les avoir goutées. D'ailleurs, de nombreuses espèces ont des couleurs aposématiques, rouge, jaune, ou noir.
Des études menées en Afrique de l'Ouest ont montré que certaines espèces vivent en grandes colonies comptant plus d'une espèce. Elles y ont associé des Reduviidae du genre Phonoctonus. Le regroupement de plusieurs individus sur des fruits, qui s'opère sur la base de repères visuels, olfactifs et tactiles, permet d'optimiser l'alimentation, par la génération d'un "pool enzymatique" qui rend l'alimentation plus profitable pour tout le groupe.
Certaines espèces de Dysdercus de Malvales arborescentes, se nourrissant de graines riches en huile, sont migratrices, leur permettant une meilleure survie pour la diapause. Les femelles gravides absorbent les muscles du vol, ce qui ne leur permet plus de migrer d'un hôte à un autre. 
Beaucoup d'espèces de Dysdercus se nourrissent de graines de Malvales dont la période de maturation est très courte. Les œufs sont pondus dans un temps très court afin de permettre aux juvéniles de maturer avant que les graines soient épuisées. Chez certaines espèces, les femelles, probablement épuisées par la ponte en grand nombre, ont une durée de vie beaucoup plus courte que celle des mâles. Chez d'autres, les femelles vivent plus longtemps que les mâles,,,.
Lors de la copulation, qui se fait en position « cul à cul », le mâle reste accroché souvent longtemps à la femelle, jusqu'à peu avant la ponte, pour empêcher d'autres mâles de féconder la femelle. Chez Pyrrhocoris apterus, la copulation est fréquente, car les réserves de sperme sont épuisées après la ponte de 3 à 5 groupes d’œufs.
Des études ont été menées sur leur microbiote intestinal, montrant que celui-ci se serait adapté pour leur permettre de se nourrir des graines de Malvales, souvent toxiques, leur permettant ainsi de se diversifier pour en tirer profit dans une niche avec peu de concurrence,.

### Impact sur l'agriculture
Quelques espèces de Dysdercus ont un impact sérieux sur les cultures de coton, en leur inoculant un champignon lorsqu'elle piquent les graines, impact augmenté du fait qu'elles tentent à former de grandes colonies. On peut les retrouver également sur des cultures de Malvaceae comme les Hibiscus ou les Ceiba.

### Études
Le gendarme, ou cordonnier (Pyrrhocoris apterus), ainsi que Dysdercus koenigii sont des espèces très étudiées en laboratoire, où elles sont faciles à élever et à conserver, en particulier pour des études sur le métabolisme des insectes, l'endocrinologie, et la digestion.

## Systématique
Le statut de famille a été reconnu en 1843 par Amyot et Audinet-Serville, mais est souvent attribué à Fieber, 1860. Pendant longtemps, les Largidae ont été compris à l'intérieur de cette famille, comme une sous-famille, mais sont aujourd'hui reconnu par tous les auteurs modernes comme une famille séparée, groupe-frère des Pyrrhocoridae avec lesquels ils forment ensemble la superfamille des Pyrrhocoroidea, au sein des Pentatomomorpha.
Cette famille ne comprend pour l'instant pas de subdivisions inférieures (sous-familles, tribus), bien que des sous-groupes monophylétiques aient pu être identifiés.
Elle compte 46 genres et plus de 450 espèces, les genres les plus diversifiés étant Antilochus, Dysdercus, Dindymus et Ectatops.
En anglais, elles sont souvent appelées « firebugs  », « punaises de feu », « red bugs », « punaises rouges », ou « cotton stainers », les « teinturiers du coton ».

Des espèces fossiles ont été classées dans les Pyrrhocoridae, dans les genres actuels Dysdercus et Pyrrhocoris et dans le genre fossile Mesopyrrhocoris. Mais une révision de 2021 a contesté cette attribution, si bien qu'à ce jour, aucun fossile de Pyrrhocoridae n'aurait été trouvé.

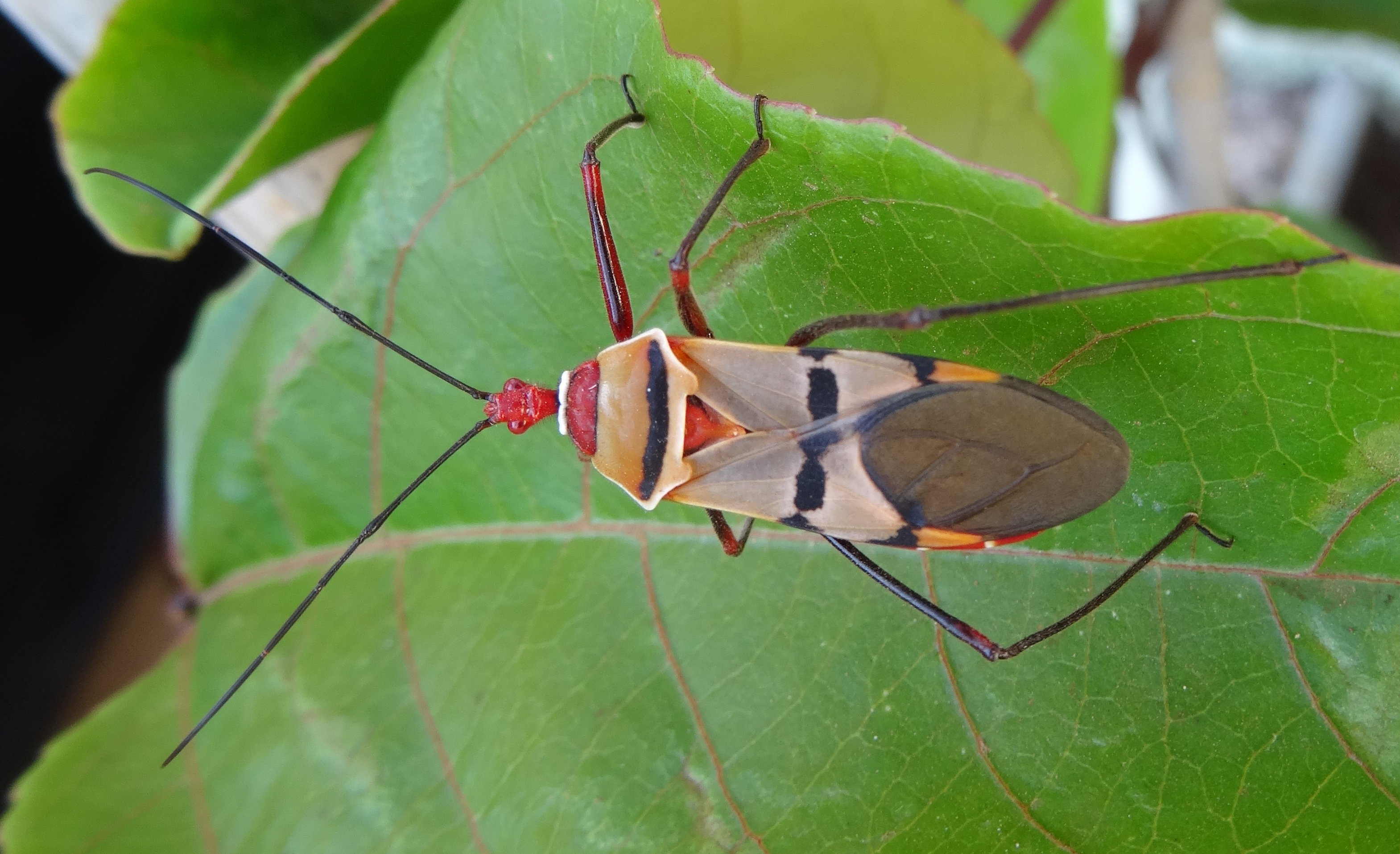
Dysdercus decussatus, Mozambique
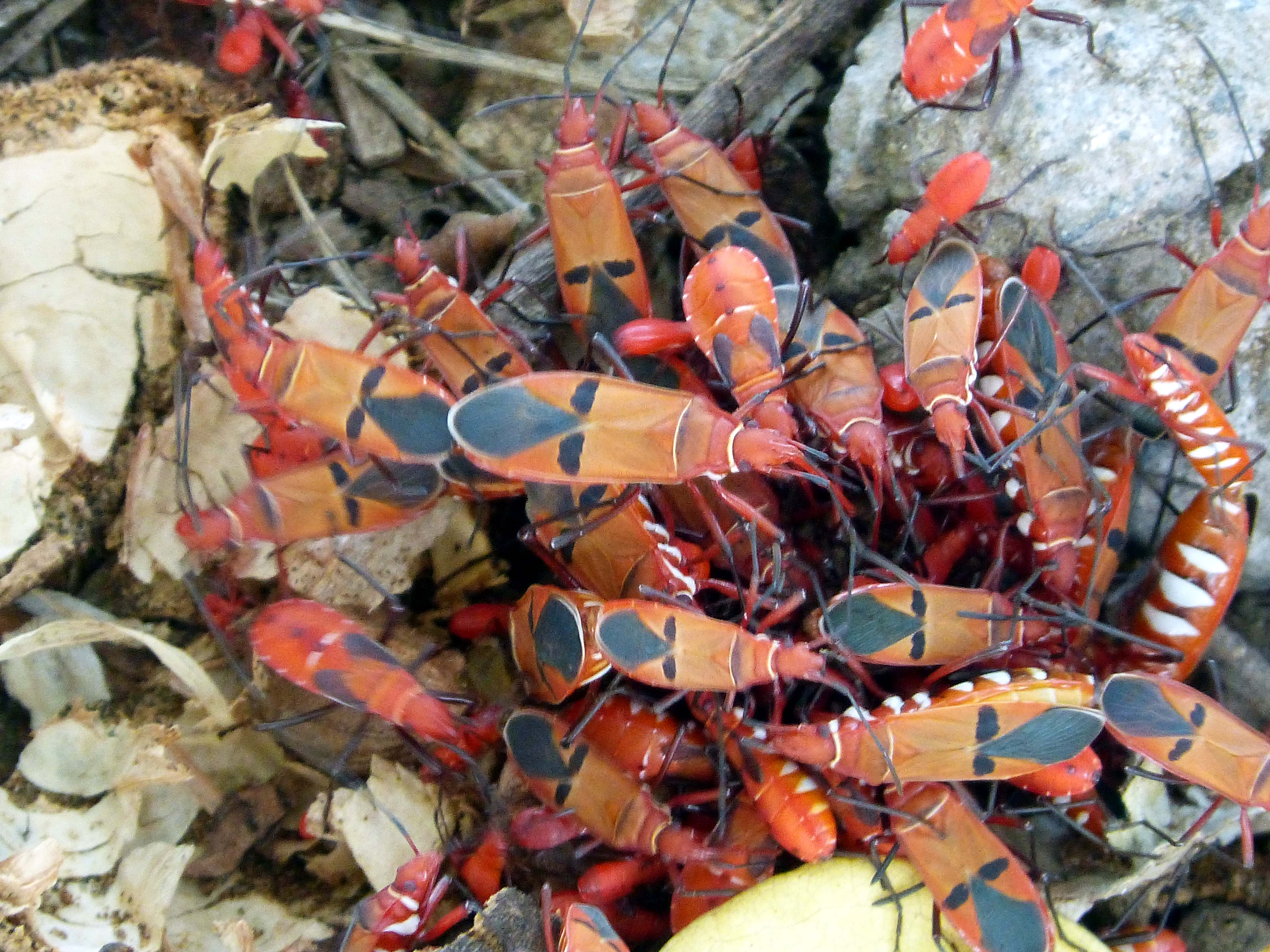
Dysdercus koenigii, île Maurice, agrégation avec adultes et juvéniles.
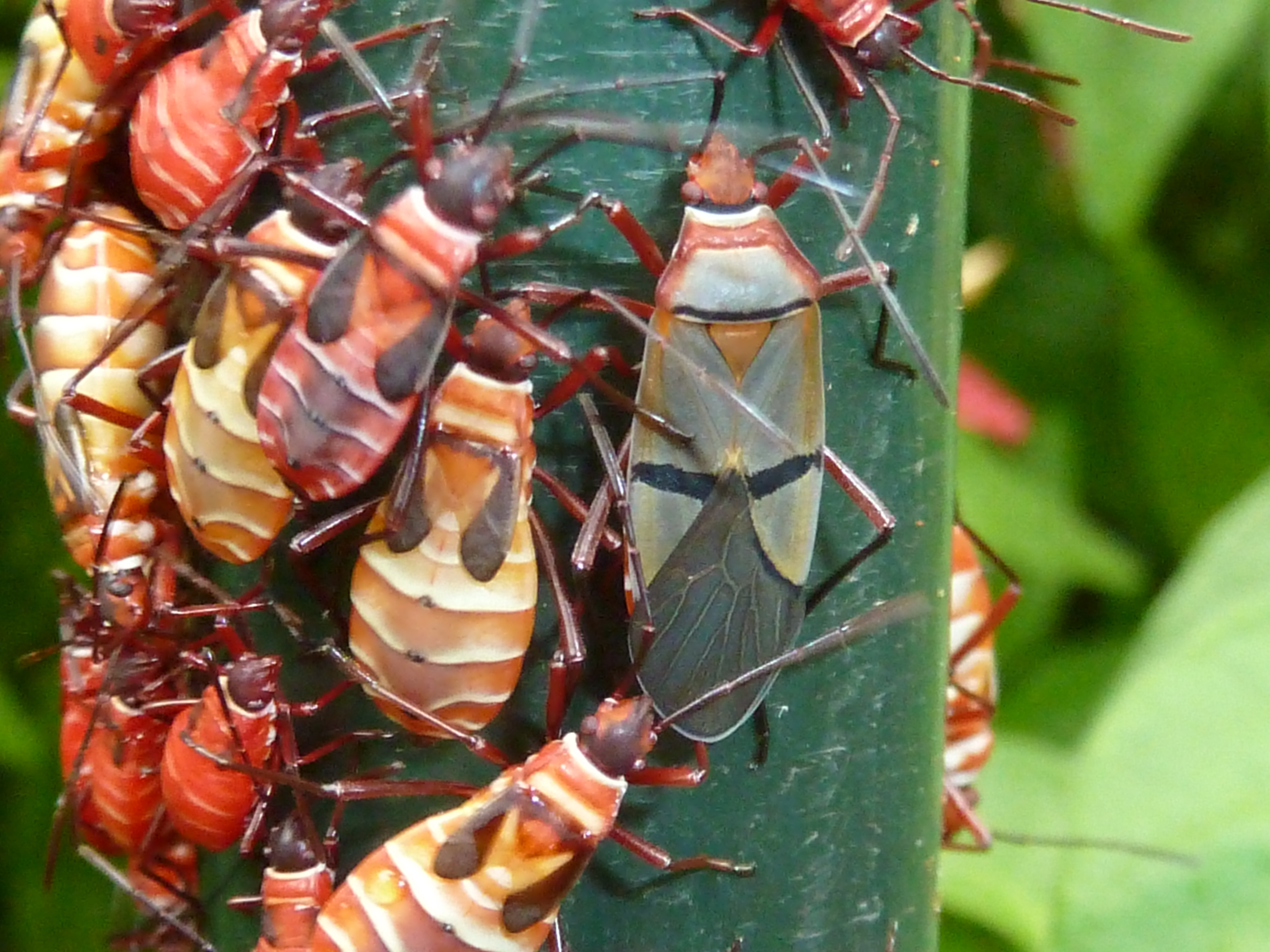
Dysdercus nigrofasciatus, Afrique du Sud, adulte avec des juvéniles de différents stades.
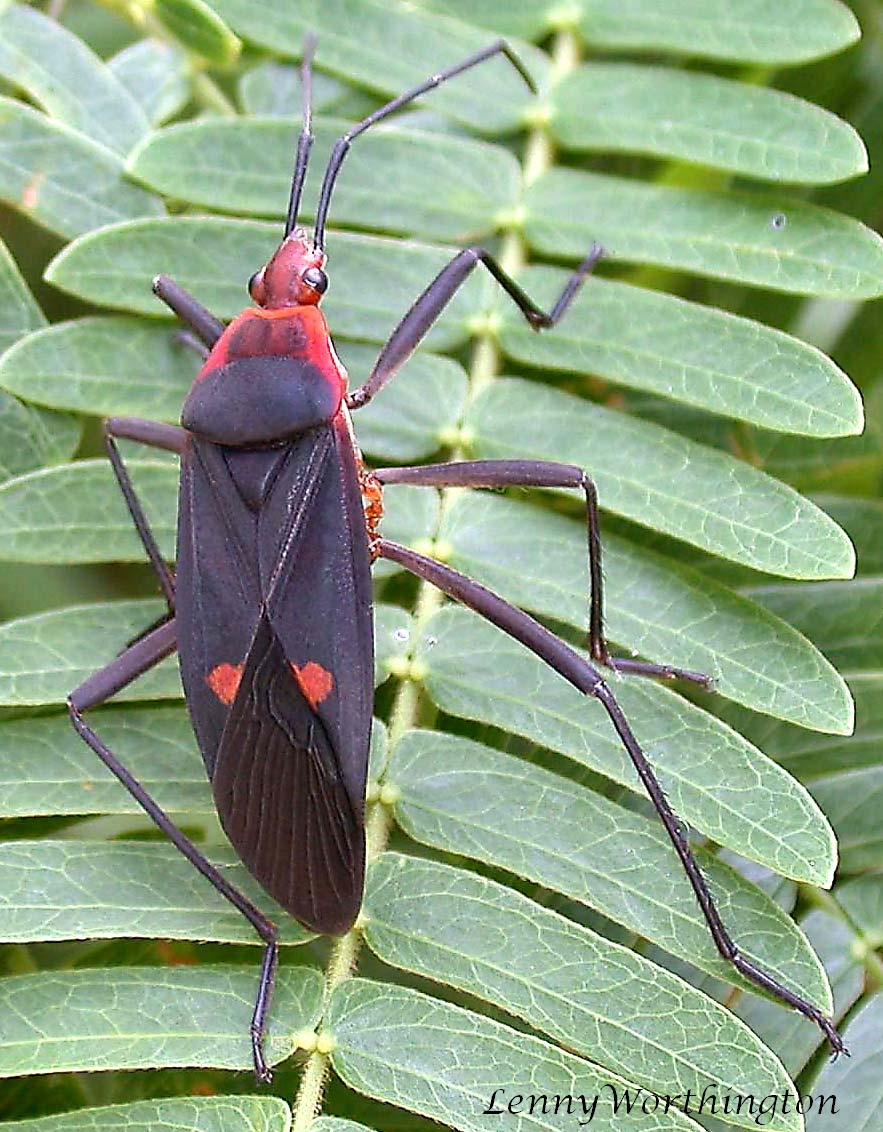
Melamphaus faber, Thaïlande.
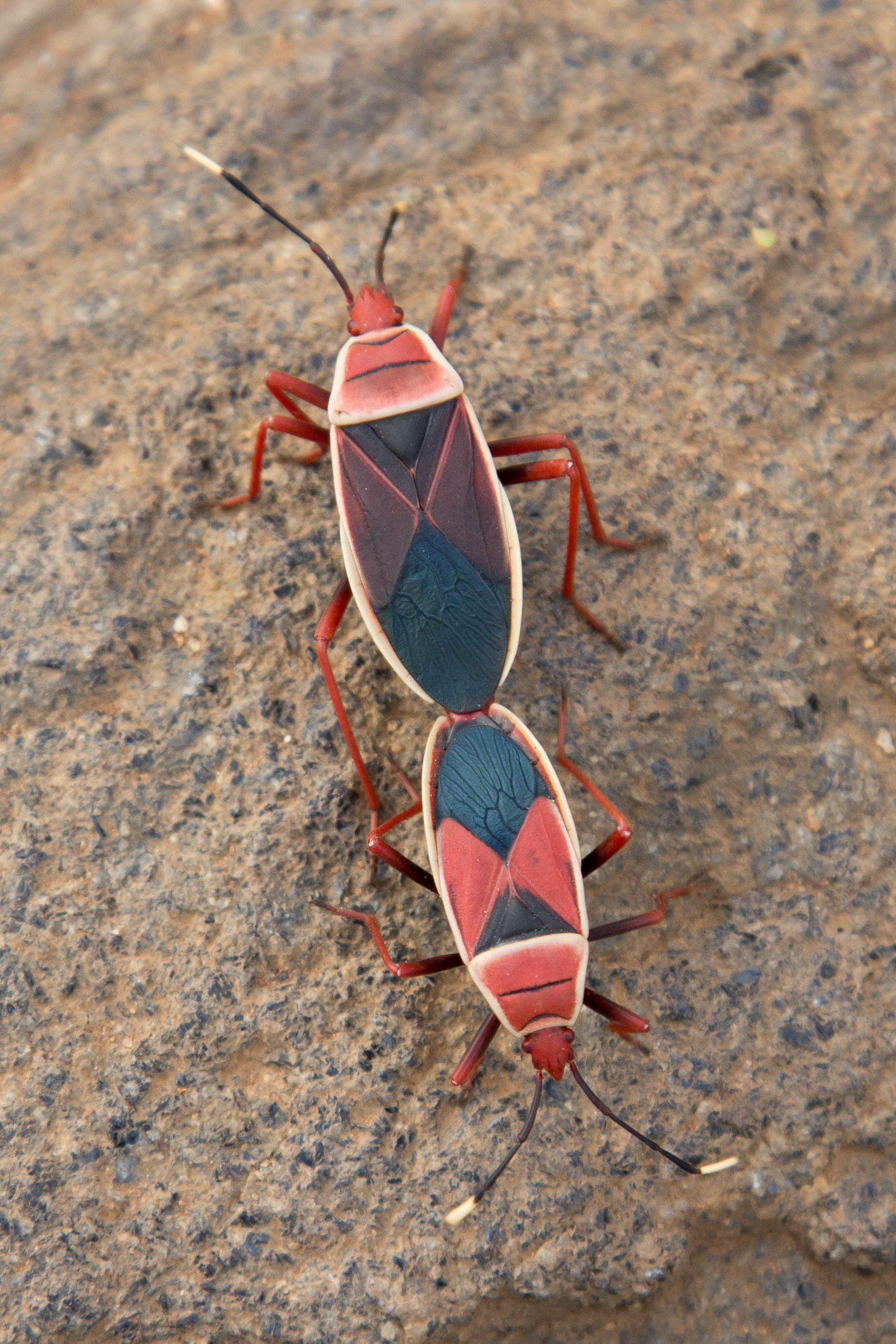
Probergrothius varicornis, Sri Lanka
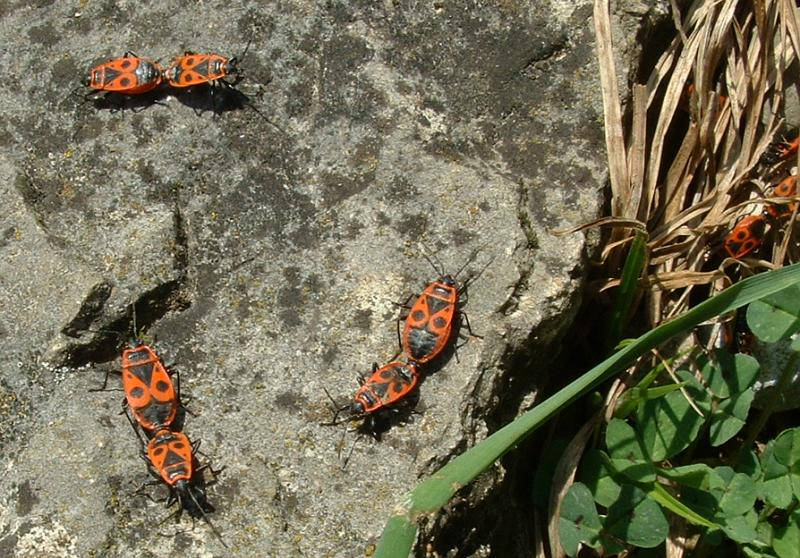
Accouplements de Gendarmes.
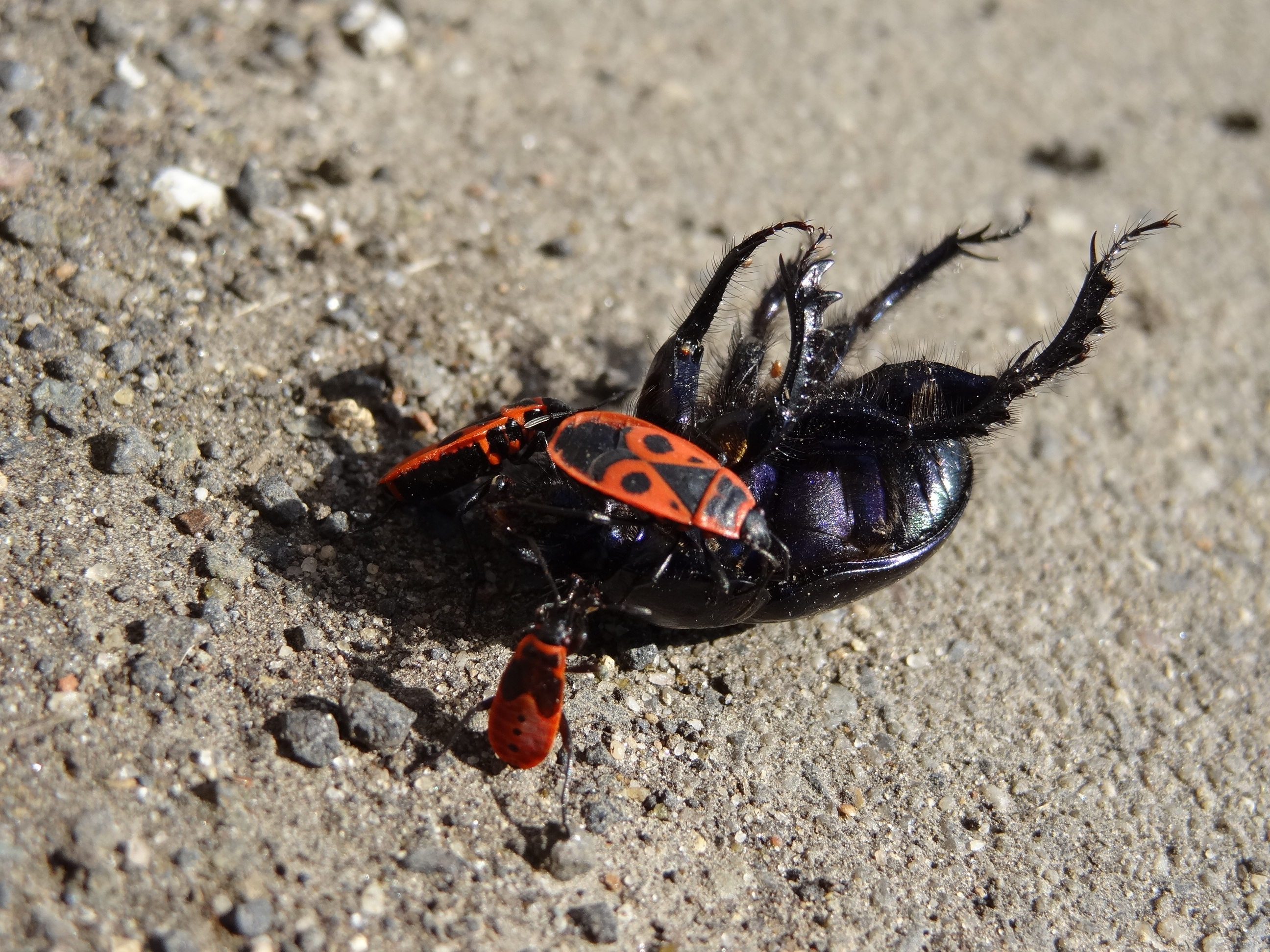
« Gendarmes » se nourrissant sur un insecte mort.
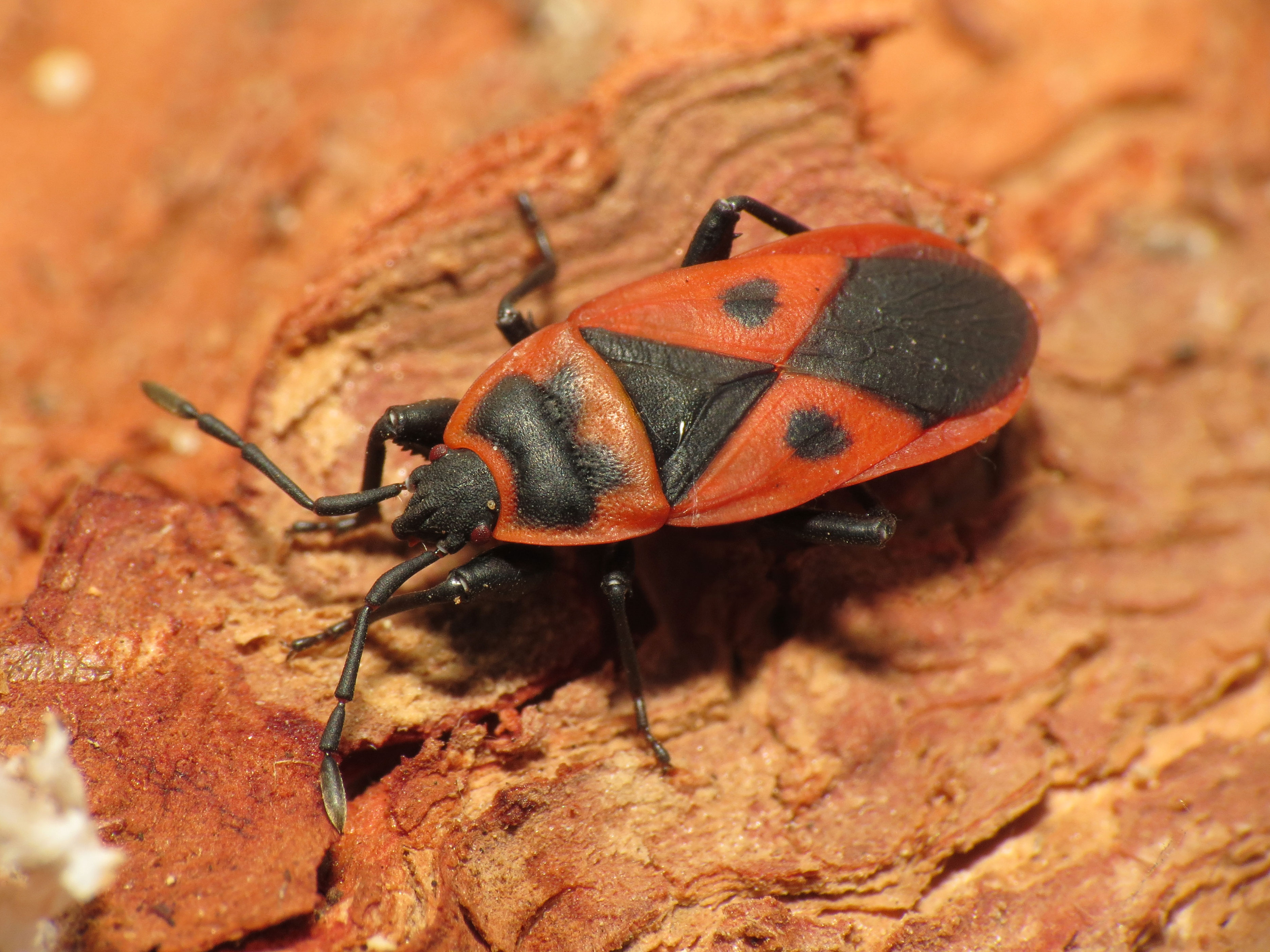
Scantius aegyptius, Espagne
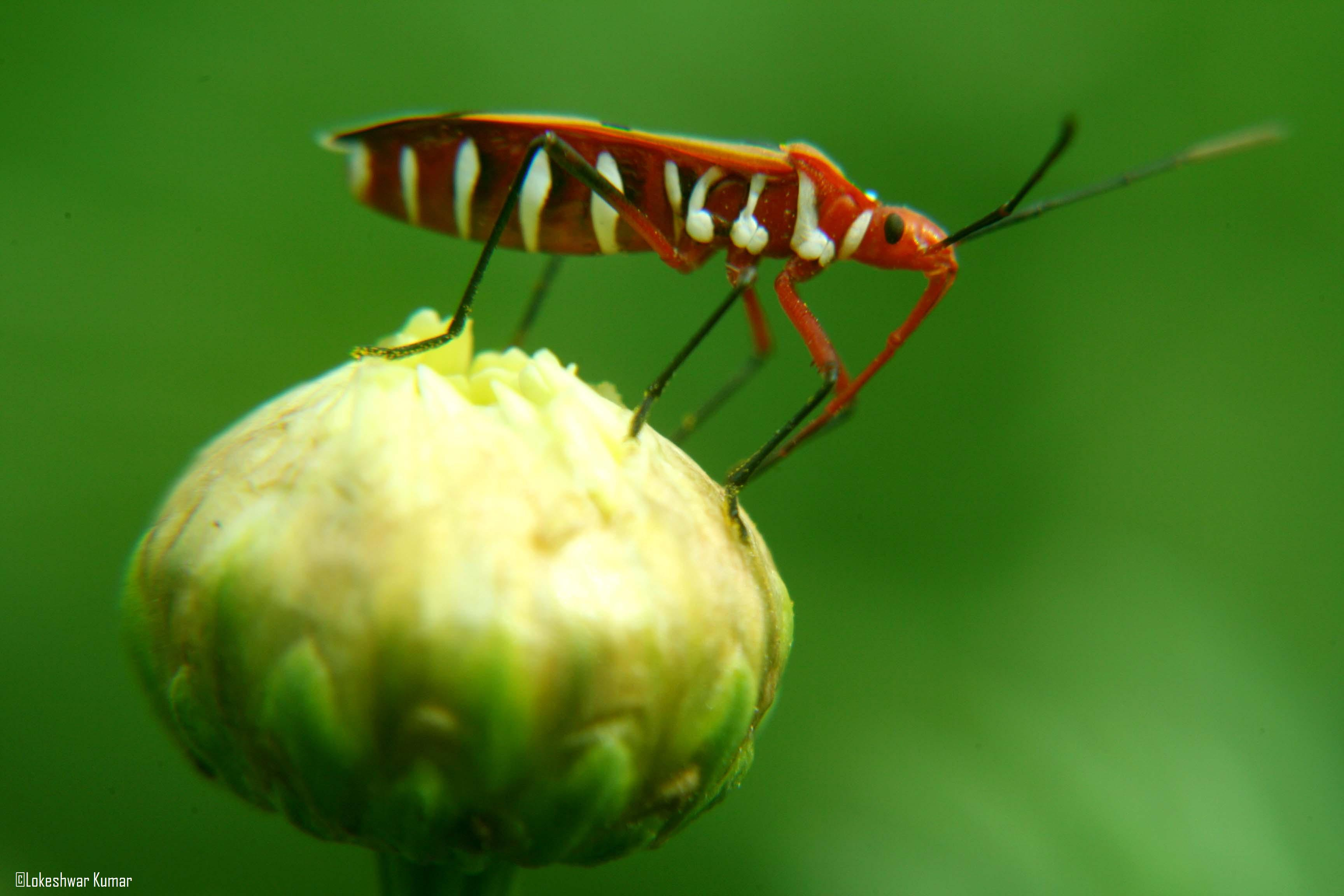
Dysdercus cingulatus en train de manger, Inde
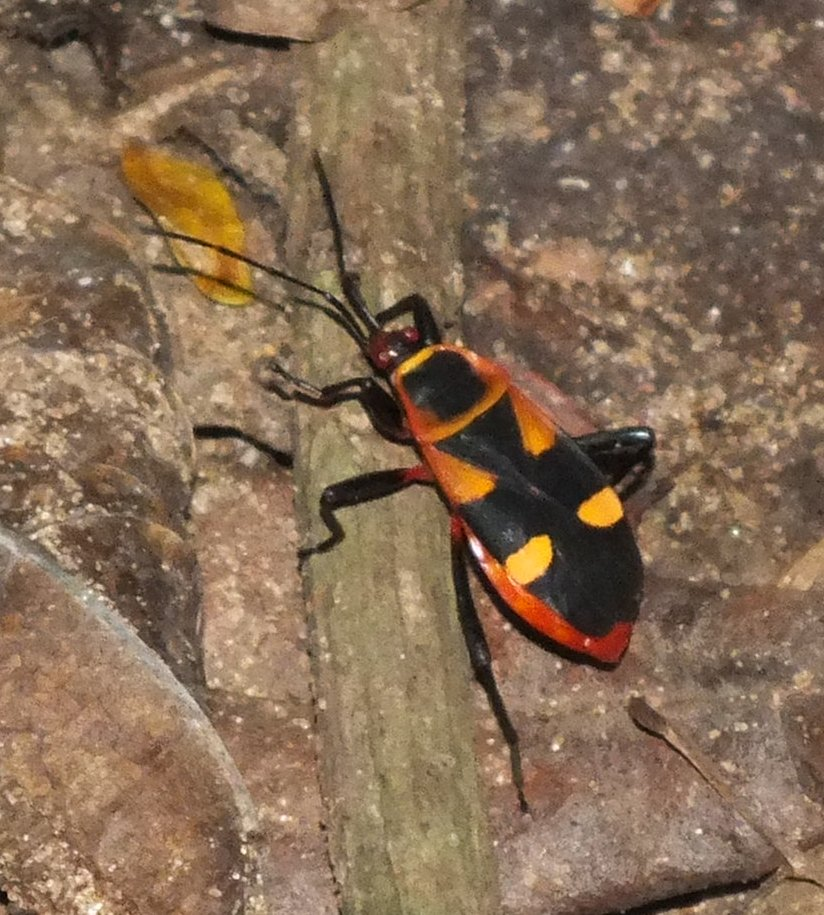
Roscius sp., Afrique du Sud

### Liste des genres
Selon BioLib (30 juillet 2022), complété de divers travaux,, :
- genre Aderrhis Bergroth, 1906
- genre Antilochus Stål, 1863
- genre Armatillus Distant, 1908
- genre Australodindymus Stehlík & Jindra, 2012
- genre Brancucciana Ahmad & Zaidi, 1986
- genre Callibaphus Stål, 1868
- genre Cenaeus Stål, 1861
- genre Dermatinus Stål, 1853
- genre Dindymus Stål, 1861
- genre Dynamenais Kirkaldy, 1905
- genre Dysdercus Guérin-Méneville, 1831
- genre Ectatops Amyot & Audinet-Serville, 1843
- genre Euscopus Stål, 1870
- genre Gromierus Villiers, 1951
- genre Guentheriana Stehlík, 2006
- genre Heissianus Stehlík, 2006
- genre Jourdainana Stehlik 2007
- genre Melamphaus Stål, 1868
- genre Myrmoplasta Gerstäcker, 1892
- genre Neodindymus Stehlik, 1965
- genre Neoindra Stehlik, 1965
- genre Odontopus Laporte, 1832
- genre Paradindymus Stehlík, 1966
- genre Paraectatops Stehlík, 1965
- genre Probergrothius Kirkaldy, 1904
- genre Pyrrhocoris Fallén, 1814, dont le « gendarme » (Pyrrhocoris apterus)
- genre Pyrrhopeplus Stål, 1870
- genre Raxa Distant 1919
- genre Roscius Stål, 1866
- genre Scantius Stål, 1866
- genre Schaeferiana Stehlík, 2008
- genre Schmitziana Stehlik, 1977
- genre Sericocoris Karsch, 1892
- genre Siango Blöte, 1933
- genre Sicnatus Villiers & Dekeyser, 1951
- genre Silasuwe Stehlík, 2006
- genre Stictaulax Stål, 1870
- genre Syncrotus Bergroth, 1895